# Ahmad Nourollahi
Ahmad Nourollahi ( em persa: احمد نورالهی; Azadshahr, 1 de fevereiro de 1993) é um futebolista iraniano que atua como meio-campo. Atualmente joga pelo Shabab Al Ahli.

## Carreira

### Persepolis
Ele tinha apenas dezesseis anos quando se juntou as categorias de base do Foolad Yazd. Em 2011, ele foi promovido ao primeiro time.
Depois de três temporadas no Foolad Yazd, ele ingressou no Persepolis no verão de 2014, assinando um contrato de três anos em 13 de junho. Ele fez sua estreia na Iran Pro League de 2014–15 contra o Foolad. No inverno de 2017, Nourollahi foi emprestado ao Tractor até o final da temporada.

### Seleção
Foi convocado para a seleção sub-23 do Irã por Nelo Vingada em junho de 2014.
Em outubro de 2018, foi convocado para o campo de treinamento da Seleção Iraniana de Futebol em Teerã pelo técnico Carlos Queiroz. Ele fez sua estreia contra Trinidad e Tobago em 15 de novembro de 2018.
Pontuações e resultados listam a contagem de gols do Irã primeiro.
| Nº | Data                   | Local                                       | Oponente | Placar | Resultado | Competição                                      |
| -- | ---------------------- | ------------------------------------------- | -------- | ------ | --------- | ----------------------------------------------- |
| 1. | 10 de outubro de 2019  | Estádio Azadi, Teerã, Irã                   | Camboja  | 1–0    | 14–0      | Eliminatórias para a Copa do Mundo FIFA de 2022 |
| 2. | 14 de novembro de 2019 | Estádio Internacional de Amã, Amã, Jordânia | Iraque   | 1–1    | 1–2       | Eliminatórias para a Copa do Mundo FIFA de 2022 |
| 3. | 11 de novembro de 2021 | Saida Municipal Stadium, Sidon, Líbano      | Líbano   | 2–1    | 2–1       | Eliminatórias para a Copa do Mundo FIFA de 2022 |

## Títulos
Persepolis
- Liga profissional do Golfo Pérsico (4): 2017–18, 2018–19, 2019–20, 2020–21
- Copa Hazfi (1): 2018–19
- Supercopa do Irã (3): 2018, 2019, 2020